# Támara de Campos
Támara de Campos ist ein nordspanisches Dorf in einer Gemeinde (municipio) mit 74 Einwohnern (Stand: 2024) in der Provinz Palencia in der Autonomen Gemeinschaft Kastilien-León. Der Ortskern ist als Conjunto histórico-artístico eingeordnet.

## Lage und Klima
Támara de Campos liegt in der Region Tierra de Campos auf der kastilischen Hochebene in einer Höhe von ca. 795 m. Die Provinzhauptstadt Palencia befindet sich mit ihrem Stadtzentrum etwa 21 Kilometer (Fahrtstrecke) südsüdwestlich.
Das Klima im Winter ist durchaus kalt, im Sommer dagegen warm bis heiß; die eher spärlichen Regenfälle (ca. 528 mm/Jahr) fallen überwiegend im Winterhalbjahr.

## Bevölkerungsentwicklung
| Jahr      | 1970 | 1981 | 1991 | 2001 | 2011 | 2021 |
| Einwohner | 234  | 136  | 104  | 89   | 89   | 74   |

## Sehenswürdigkeiten
- Hippolytuskirche
- Michaeliskloster
- Villa Julia
- Herrenhaus der Mayorazgo
- Rathaus (frühere Kirche des Johanniterordens)

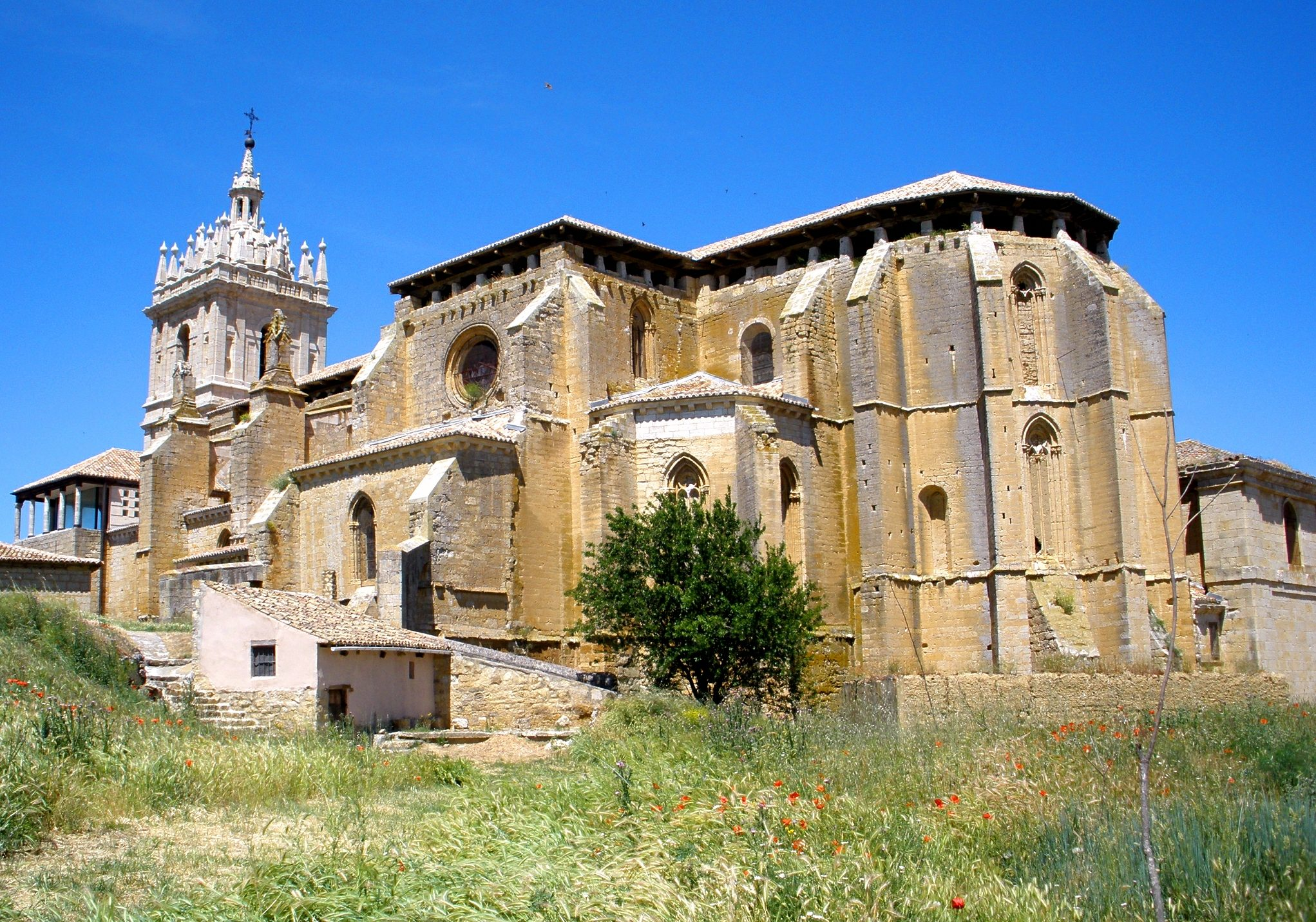
Hippolytuskirche
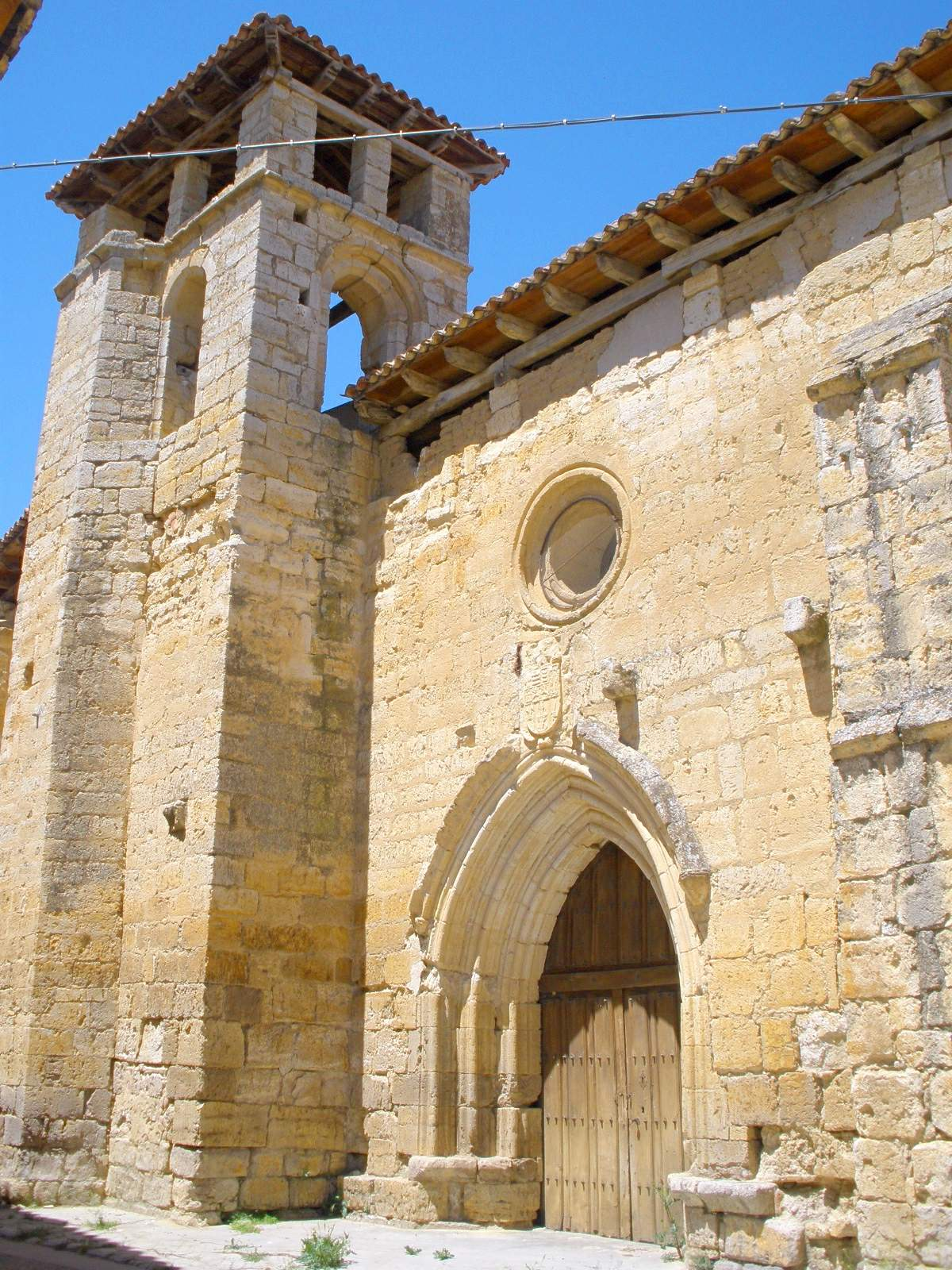
Michaeliskloster
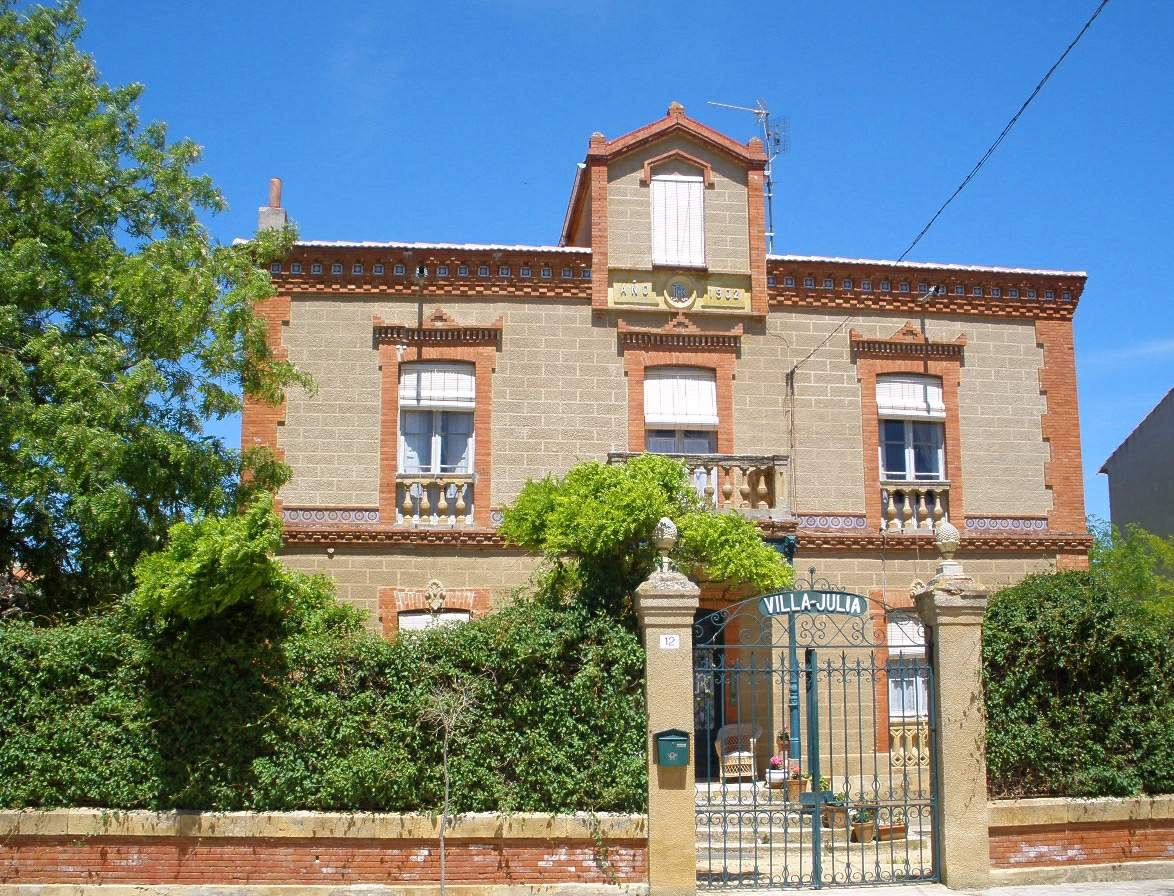
Villa Julia
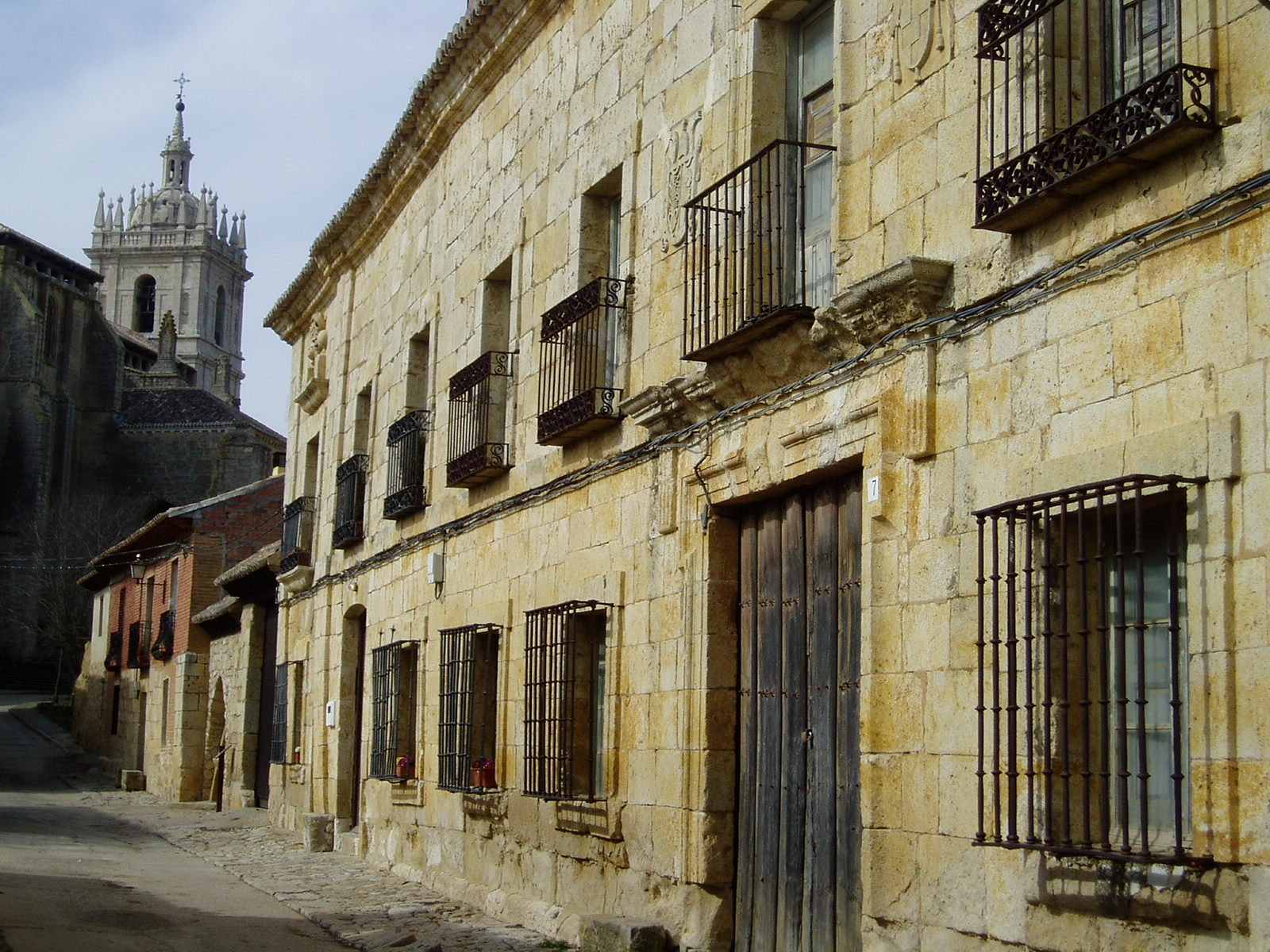
Herrenhaus der Mayorazgo
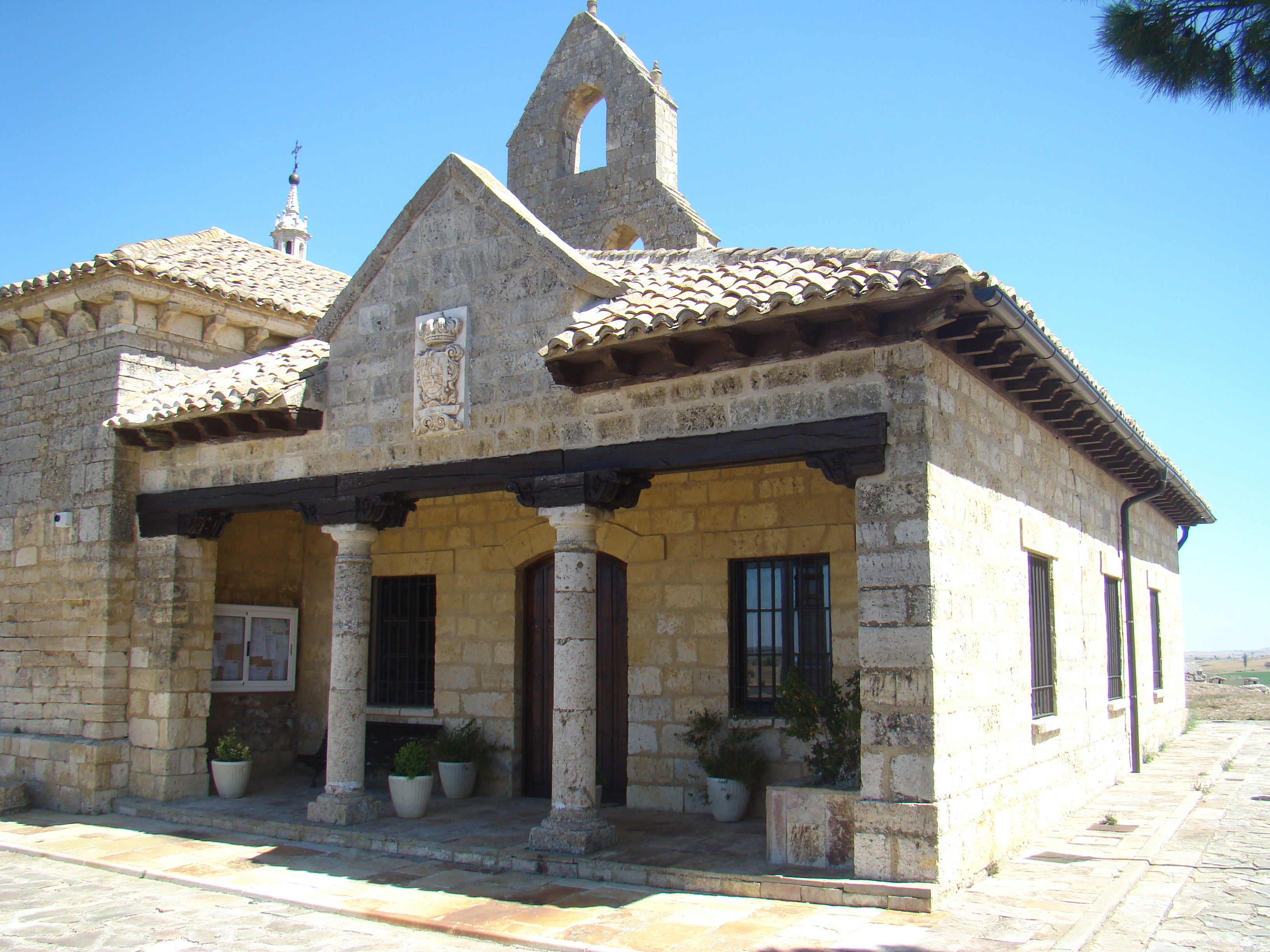
Rathaus